# Borów (Trzebnica)
Pour les articles homonymes, voir Borów.
Borów est une localité polonaise de la gmina de Prusice, située dans le powiat de Trzebnica en voïvodie de Basse-Silésie.